# Tipula (Eumicrotipula) atacama
Tipula (Eumicrotipula) atacama is een tweevleugelige uit de familie langpootmuggen (Tipulidae). De soort komt voor in het Neotropisch gebied.